# NTSC-J
NTSC-J ou "System J" é a designação informal para o padrão de televisão analógica usado no Japão. O sistema é baseado no padrão norte-americano NTSC ( NTSC-M ) com pequenas diferenças. Enquanto o NTSC-M é um padrão oficial CCIR  e FCC , NTSC-J ou "System J" são coloquiais.
O sistema foi introduzido pela NHK e NTV, com transmissões regulares em cores começando em 10 de setembro de 1960.